# 克莉希·梅茲
克莉絲汀·米歇尔·梅茲（Christine Michelle Metz，1980年9月29日—）是美国女演员和歌手。她在电视连续剧《这就是我们》（2016-2022年）中饰演Kate Pearson，获得了黄金时段艾美奖和两项金球奖提名。她还出现在多部電影中，如《魯妹席艾拉》(2018) 和《奇蹟的突破》(2019) 等電影。
外部連結
克莉絲汀·蜜雪兒·梅茲的Instagram帳號